# 이시게 사와
이시게 사와(石毛 佐和, 1979년 2월 7일 ~ )는 일본의 성우이다.
극단 와카사카를 거쳐 현재는 프리랜서.

## 출연작

### TV 애니메이션
1999~2004년
- 꼬마마법사 레미(폿프)

2001년
- 작은 눈의 요정 슈가(노마)

2002년
- 디지몬 프론티어(오리모토 이즈미)

2003년
- 마법사에게 소중한 것(모리카와 루나)
- 정들면 고향 코스모스장(사쿠라자키 코스즈)

2005년
- 마법선생 네기마(사오토메 하루나)
- 매지컬 카난(사이쿄 아유미)
- 파니포니대쉬(카시와기 유마, 카시와기 유나)
- 이다텐 점프(사도 마코토)

2006년
- 네기마?!(사오토메 하루나)
- 여고생 GIRL'S HIGH(오가와 이쿠에)

2007년
- 모에땅(잉크의 엄마)

2008년
- 쿠레나이 (쥬자와 베니카)
- 나츠메 우인장 (타미코)

### 게임
1998년
- Sequence Palladium(크리스틴 파크로스)

2002년
- Thread Colors ~안녕의 저쪽 편에~ (토마 미오)
- 오쟈마녀 도레미 돗쾅! 비밀의 마법 (폿프)

2003년
- THE KING OF FIGHTERS EX2 ~HOWLING BLOOD~(아모 시노부)

2004년
- F ~파나틱~ (아리시아 피오리제)
- 편신명 ~잃어 버려진 인과율~ (츠쿠요미)

2005년
- 마법선생 네기마! 1교시 꼬마 선생님은 마법사! (사오토메 하루나)
- 홈 메이드 ~종의관~ (쿠루마 후지)
- 마법선생 네기마! 2교시 싸우는 소녀들! 마호라 대운동회SP! (사오토메 하루나)

2006년
- 환상수호전V (림슬레어 파레나스 죠세핀, 메룬)

2007년
- 악마성 드라큐라 X크로니클 (마리아 라넷)
- 오토메디우스 (마도카)